# Levínské Petrovice
Levínské Petrovice jsou malá vesnice, část obce Lovečkovice v okrese Litoměřice. Nachází se asi 2,5 kilometru severovýchodně od Lovečkovic. Procházela tudy železniční trať Velké Březno – Úštěk, ale byla zrušena. Levínské Petrovice jsou také název katastrálního území o rozloze 2,45 km².

## Historie
První písemná zmínka o vesnici pochází z roku 1451.

## Obyvatelstvo
Při sčítání lidu v roce 1921 zde žilo 191 obyvatel (z toho 95 mužů), z nichž bylo 190 Němců a jeden cizinec. Kromě dvou evangelíků se ostatní hlásili k římskokatolické církvi. Podle sčítání lidu z roku 1930 měla vesnice 164 obyvatel: jednoho Čechoslováka a 163 Němců. Většina byla římskými katolíky, ale dva lidé patřili k evangelíkům a jeden k jiným nezjišťovaným církvím.
|                                                                      | 1869 | 1880 | 1890 | 1900 | 1910 | 1921 | 1930 | 1950 | 1961 | 1970 | 1980 | 1991 | 2001 | 2011 |
| -------------------------------------------------------------------- | ---- | ---- | ---- | ---- | ---- | ---- | ---- | ---- | ---- | ---- | ---- | ---- | ---- | ---- |
| Obyvatelé                                                            | 223  | 232  | 243  | 254  | 204  | 191  | 164  | 86   | 42   | 62   | 23   | 15   | 11   | 22   |
| Domy                                                                 | 41   | 42   | 40   | 42   | 40   | 40   | 40   | 35   | .    | 13   | 6    | 11   | 11   | 12   |
| Počet domů z roku 1961 je zahrnut v domech místní části Lovečkovice. |      |      |      |      |      |      |      |      |      |      |      |      |      |      |

## Pamětihodnosti
- Kaple
- Venkovský dům čp. 18